# Гепатоз
Гепатози — це група захворювань печінки, в основі яких лежить порушення обміну речовин в печінкових клітинах (гепатоцитах) і розвиток в клітинах печінки дистрофічних змін. При цьому запальні явища відсутні або слабо виражені.

### Жировий гепатоз
Найчастіше під терміном «гепатоз» мається на увазі стеатогепатоз (жировий гепатоз, жирова інфільтрація печінки, жирова дистрофія печінки), оскільки пігментні гепатози зустрічаються значно рідше. Жировий гепатоз — це захворювання печінки, що супроводжується ожирінням печінкових клітин. Причини ожиріння клітин печінки — найчастіше надмірне надходження жирів і вуглеводів в їжу або їх надмірне накопичення в крові, внаслідок різних порушень обміну речовин, метаболічного синдрому, ендокринні захворювання, вплив токсичних для печінки речовин, у тому числі алкоголю і гепатотоксичних лікарських засобів.
Можливий розвиток жирового гепатозу внаслідок порушення виведення жиру з печінки. Це відбувається при зниженні кількості речовин, що беруть участь у переробці жирів (білок, ліпотропні чинники). Порушується утворення з жирів фосфоліпідів, бета-ліпопротеїнів, лецитину, внаслідок чого «зайві» вільні жири відкладаються в печінкових клітинах.

## Діагностика
При ультразвуковій діагностиці спостерігається рівномірне збільшення печінки, дифузне підвищення її ехогенності (іноді виражене), із збереженням її однорідності (хоча при прогресуванні процесу з'являється характерна «зернистість» паренхіми, яка свідчить про початок розвитку стеатогепатиту і гепатиту) і т. д.
При комп'ютерній томографії виявляється в різній мірі виражене дифузне зниження денситометрических показників паренхіми печінки (нижче 55 HU, іноді аж до негативних значень, що відповідають щільності жиру), як правило відзначається збільшення розмірів органу. Можливе виявлення обмежених ділянок жирової інфільтрації, оточених немодифікованою тканиною печінки. Найчастіше локальна жирова інфільтрація спостерігається в S4 печінки, має досить рівні, прямі контури, хід судин в інфильтрованній жиром тканини не змінений, мас-ефект (об'ємний вплив на навколишні структури) відсутній.

## Лікування
Призначається дієта з підвищеним вмістом білків (не менше півроку), обмеженням жирів, особливо тугоплавких тваринного походження. Призначаються препарати для поліпшення обміну жирів — вітамін B12, фолієва кислота, ліпоєва кислота, холін-хлорид, силімарин, препарати печінки — прогепар, ріпазон, сирепар. Рекомендується достатня фізична активність.